# Владислав Домінік Заславський-Острозький
Владислав Домінік Заславський-Острозький (лат. Dux in Ostrog et Zaslaw Vladislaus Dominicus, пол. Władysław Dominik Zasławski-Ostrogski; 1616, Заслав — 5 квітня 1656, Старе Село) — князь на Острозі, граф на Тарнові герба Баклай, 2-й острозький ординат (1621—1656), коронний конюший (з 1636), луцький (1639—1656), перемиський, долинський староста, сандомирський (1645—1649) і краківський воєвода (1649—1656).

## Життєпис
Відомостей про дитинство та юність Владислава Домініка, його освіту і починання залишилося небагато. Малолітній князь знаходився на опіці батька Олександра Янушовича Заславського. На початку XVII століття Владислав Домінік сплатив найбільший в Речі Посполитій податок — 2097 золотих та 15 грошей. 1631 року князя зараховано до числа спудеїв Краківської академії. Імовірно, його вихователем був львівський міщанин, ерудит, медик, письменник і перший офіційний історіограф академії Ян Петрицій.
Джерело XVIII століття розповідає, як князь вирішив позмагатися за руку дочки великого коронного канцлера Томаша Замойського Ґризельди з Яремою Вишневецьким. Вишневецький так згадував ту оказію:
|  | Мало не побилися кілька разів (…) Князь Острозький з виду був гарний, молодий, білолиций, але тендітний, на перший погляд, нездалий, чорнявенький, зростом курдупель (…) станом ладний, огрядний, схильний до повноти. Князь намовляв жінок і паній, щоб мене ганили, а його вихваляли (…) |

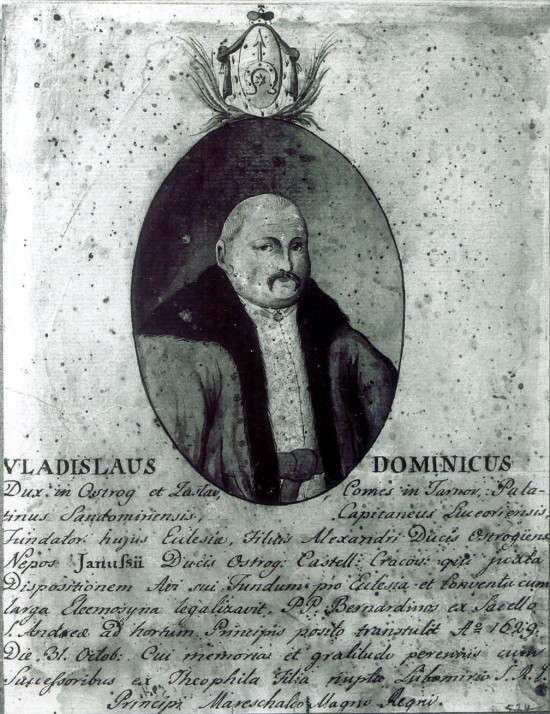
Владислав Домінік Заславський. Портрет невідомого автора

Цю інформацію слід радше віднести до легенди, розтиражованої деякими українськими письменниками, зокрема, Іваном Нечуй-Левицьким у його романі «Князь Єремія Вишневецький». Насправді на момент сватання Ієремії до Гризельди князь Владислав-Домінік уже був одружений з Зофією Ліґензою.
На історичній сцені ці двоє зустрічалися ще не раз. В хронологічному порядку перший цікавий епізод відноситься до 1630 року, коли Владислав Домінік і Ярема були найбільшими латифундистами Київщини, а отже, як і на Волині сусідами. Вдруге ми зустрічаємо наших героїв на чолі численних почтів, що в'їжджали до Варшави на сейм 1639 року в розпал «сеймової війни» за старосвітські титули руських князів.
Владислав Домінік мав у розпорядженні доволі велику надвірну гвардію. Так у поході 1646 року проти татар брав участь загін князя чисельністю 800 вершників, а в операціях під Дубном проти повстанських військ Богдана Хмельницького 1649 року, діяли 12 княжих корогов, тобто бл. 1200 вояків. В 1640-х роках Владислав Домінік надсилав для охорони костянтинівських ярмарків, корогву найманої піхоти. Надвірна ґвардія князя на 2/3 була укомплектована саме найманцями, судячи з прізвищ німецького походження. Інша частка складалася з шляхтичів осілих на княжих володіннях під умовою збройної служби. Зокрема шляхтичі-васали Степанської волості на Волині загальною чисельністю 15 родин, зобов'язувалися виставляти в разі потреби 23 вершники. Щодо національного складу, до військових загонів Владислава Домініка належали також татари, з полонених, оселених на княжих землях. Татари мешкали у Костянтинові (60 татарських дворів у 1620 році), Дубному, Заславі й ін. До смерті князя (†1656) надвірним військом Заславських командував Криштоф Корицький (†1677), генерал-майор коронного війська. Відомо також, що Владислав Домінік користався з послуг капеланів — оо. Паулінів.
Харчові витрати на дворі князя становили 700 золотих на тиждень. Протягом семи днів споживалося поміж іншого 5 волів, 10 телят, 15 баранів, 20 поросят i 50 курчат.
За підтримки канцлера Єжи Оссолінського, на конвокаційному сеймі (липень-червень 1648) Владислав Домінік був обраний реґіментарем. На час обрання князь Заславський не мав жодного військового досвіду, натомість учинив гучний бенкет, який коштував як середньорічний дохід зем'янина. Вдруге витратив стільки на спеціально запрошений королівський оркестр, який підігравав переговорникам. Єдина вичинка, яку до того часу здійснив, був збройний наїзд на помираючого у Ряшеві тестя — сандомирського каштеляна Миколая Ліґензу.
Владиславу Домініку як головному реґіментарю випало невдале командування, внаслідок якого сталася одна з найганебніших поразок коронного війська на межі Поділля і Волині 23-24 вересня 1648 року в битві під Пилявцями. За пухку статуру і зніженість Богдан Хмельницький саркастично назве його Периною.
Князь Заславський брав також участь у битві під Берестечком (1651). В часі ІІ північної війни1655-1660 залишався вірним королю Яну ІІ Казимиру Вазі. Приготував до оборони від шведів Перемишль.

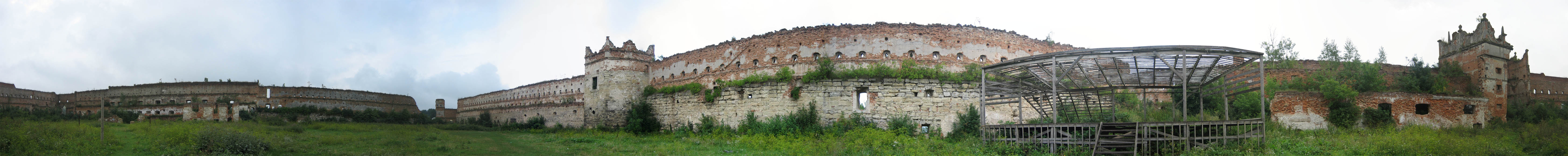
Замок у Старому Селі. Внутрішнє подвір'я

Серед усіх неозорих володінь Владислав Домінік (був дідичем 283 поселень) обрав за помешкання замок у Старому селі, що знаходилося на Берладській дорозі недалеко Львова, збудований в 1584–1589 роках кн. Василем Костянтином Костянтиновичем Острозьким (*1524/25 — †1608). У 1642 році Владислав Домінік розпочав будівництво нового замку, який знищили козацькі війська гетьмана Богдана Хмельницького в часі облоги Львова (26 вересня — 26 жовтня 1648 року). Водночас гетьман, як свідчить його кореспонденція, запевняв князя щодо недоторканності його маєтностей і навіть видав окремий універсал, який забороняв козакам нищити маєтності князя Владислава Домініка Заславського-Острозького. У 1649 році розпочалося нове будівництво, яке завершилося у 1654 році спорудженням грандіозного замку, що вже 1674 без проблем витримав облогу турків. 
Тут, у Старому Селі, князь і помер 5 квітня 1656 року. Похований у Тарнові.
Був знавцем і меценатом мистецтва, мав багату бібліотеку. Залишив по собі 1 мільйон 450 тисяч золотих боргів.

## Сім'я

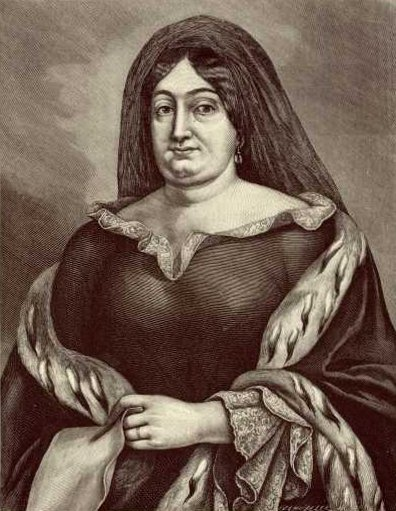
Катажина Собеська

Владислав Домінік був двічі одружений. Вперше із Зофією Ліґензянкою — 1634. Вдруге з Катажиною Собеською — 1650.
Мав трьох дітей: Олександра Януша (*1651 — †1682), Теофілу Людвіку (†1709), Евфрузину († до 1656).

## Родинні зв'язки
| Сузанна Середі | Сузанна Середі | Сузанна Середі | Сузанна Середі | Сузанна Середі | Сузанна Середі |                              |                              |                              |                              |                              |                              | Януш Васильович Острозький | Януш Васильович Острозький | Януш Васильович Острозький | Януш Васильович Острозький | Януш Васильович Острозький               | Януш Васильович Острозький |  |  | Олександра Романівна Санґушківна | Олександра Романівна Санґушківна | Олександра Романівна Санґушківна | Олександра Романівна Санґушківна | Олександра Романівна Санґушківна | Олександра Романівна Санґушківна |                                |                                |                                |                                |                                |                                | Януш Янушович Заславський | Януш Янушович Заславський | Януш Янушович Заславський | Януш Янушович Заславський | Януш Янушович Заславський | Януш Янушович Заславський |  |  |
| Сузанна Середі | Сузанна Середі | Сузанна Середі | Сузанна Середі | Сузанна Середі | Сузанна Середі |                              |                              |                              |                              |                              |                              | Януш Васильович Острозький | Януш Васильович Острозький | Януш Васильович Острозький | Януш Васильович Острозький | Януш Васильович Острозький               | Януш Васильович Острозький |  |  | Олександра Романівна Санґушківна | Олександра Романівна Санґушківна | Олександра Романівна Санґушківна | Олександра Романівна Санґушківна | Олександра Романівна Санґушківна | Олександра Романівна Санґушківна |                                |                                |                                |                                |                                |                                | Януш Янушович Заславський | Януш Янушович Заславський | Януш Янушович Заславський | Януш Янушович Заславський | Януш Янушович Заславський | Януш Янушович Заславський |  |  |
|                |                |                |                |                |                |                              |                              |                              |                              |                              |                              |                            |                            |                            |                            |                                          |                            |  |  |                                  |                                  |                                  |                                  |                                  |                                  |                                |                                |                                |                                |                                |                                |                           |                           |                           |                           |                           |                           |  |  |
|                |                |                |                |                |                | Евфрузина Янушівна Острозька | Евфрузина Янушівна Острозька | Евфрузина Янушівна Острозька | Евфрузина Янушівна Острозька | Евфрузина Янушівна Острозька | Евфрузина Янушівна Острозька |                            |                            |                            |                            |                                          |                            |  |  |                                  |                                  |                                  |                                  |                                  |                                  | Олександр Янушович Заславський | Олександр Янушович Заславський | Олександр Янушович Заславський | Олександр Янушович Заславський | Олександр Янушович Заславський | Олександр Янушович Заславський |                           |                           |                           |                           |                           |                           |  |  |
|                |                |                |                |                |                | Евфрузина Янушівна Острозька | Евфрузина Янушівна Острозька | Евфрузина Янушівна Острозька | Евфрузина Янушівна Острозька | Евфрузина Янушівна Острозька | Евфрузина Янушівна Острозька |                            |                            |                            |                            |                                          |                            |  |  |                                  |                                  |                                  |                                  |                                  |                                  | Олександр Янушович Заславський | Олександр Янушович Заславський | Олександр Янушович Заславський | Олександр Янушович Заславський | Олександр Янушович Заславський | Олександр Янушович Заславський |                           |                           |                           |                           |                           |                           |  |  |
|                |                |                |                |                |                |                              |                              |                              |                              |                              |                              |                            |                            |                            |                            |                                          |                            |  |  |                                  |                                  |                                  |                                  |                                  |                                  |                                |                                |                                |                                |                                |                                |                           |                           |                           |                           |                           |                           |  |  |
|                |                |                |                |                |                |                              |                              |                              |                              |                              |                              |                            |                            |                            |                            | Владислав Домінік Заславський-Острозький |                            |  |  |                                  |                                  |                                  |                                  |                                  |                                  |                                |                                |                                |                                |                                |                                |                           |                           |                           |                           |                           |                           |  |  |

## Портрети

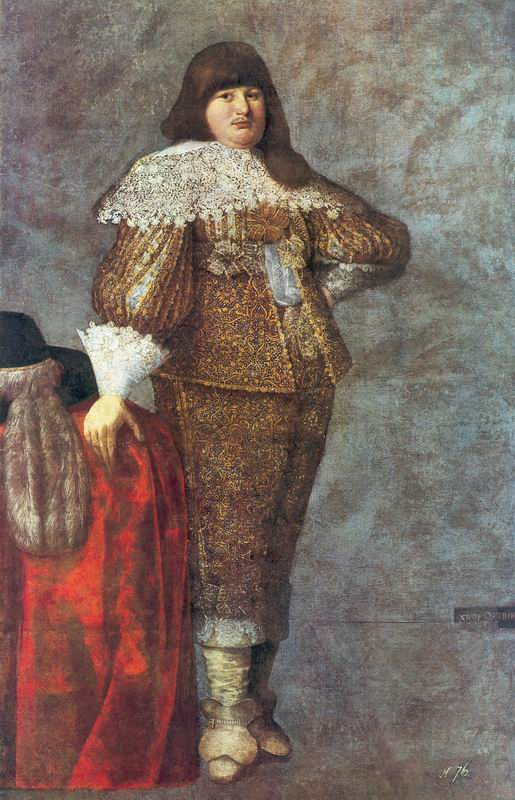
Бартоломей Стробель. Князь Владислав Домінік Заславський-Острозький, краківський воєвода. 1636 (?)

На сьогодні відомі два прижиттєві портрети (олія, полотно) князя пензля Бартоломея Стробеля. Перший поколінний: 3/4, фр. en face, датується 1635 роком, зберігається в музеї «Палац у Вілянові» (Варшава). Другий, очевидно, виконаний художником через рік, на відзначення отримання князем титулу конюшого великого коронного. Зображений на повний зріст, розмір 194х125, зберігається в Національному художньому музеї Республіки Білорусь в Мінську.
Третій портрет невідомого автора зберігається в Національному музеї у Варшаві.